# パイオラックス
株式会社パイオラックス（英文名称PIOLAX, Inc.）は、横浜市西区に本社を置く金属製品メーカー。ばねを主力とし、自動車部品の他生活機器・医療機器・セキュリティ製品の製造などを行う。旧社名は加藤発条株式会社。
また、経済産業省によって2022年度、2023年度、2024年度の健康経営優良法人に認定され、2023年度、2024年度には関連会社のパイオラックスエイチエフエス、ピーエムティー、ピーエヌエス、パイオラックス九州、パイオラックスメディカルデバイス、ケーエッチケー販売、パイオラックスビジネスサービスとともに認定されている。

## 主な製品
自動車関連部品
- 燃料配管部品
- トランスミッション部品
- 開閉機構部品
- 車体用金属ファスナー・樹脂ファスナー
- クランプ部品

医療関連
- スパイラルカテーテル
- ステント

その他
- セキュリティ封印具
- 形状記憶合金を利用した混合水栓用ばね、折り畳み式ヘッドホン

## 沿革
- 1933年10月 - 東京市本所区菊川にて、加藤発條製作所を創業。
- 1936年3月 - 横浜市保土ケ谷区岩井町に移転
- 1939年9月 - 加藤発條株式会社として法人化
- 1974年2月 - 横浜市保土ケ谷区岩井町に新本社社屋完成
- 1994年9月 - 加藤発条株式会社に社名変更
- 1995年4月 - 株式店頭公開
- 1995年10月 - 株式会社パイオラックスに社名変更
- 1998年4月 - 東証2部上場
- 2004年9月 - 東証1部に指定替え
- 2005年8月 - (株)ピーエヌエスを設立。
- 2005年10月 - (株)パイオラックス　オーシーシステムズを(株)パイオラックスに吸収合併。
- 2007年4月 - サンキョー発条(株)を(株)ピーエヌエスに吸収合併。
- 2007年10月 - (株)パイオラックス九州を設立。
- 2009年4月 - 当社連結子会社(株)パイオラックス　メディカル　デバイスは、ソリュウション(株)の全株式を取得。2010年4月1日に合併。持分法適用関連会社である三加産業股有限公司に関する合併契約を解消。
- 2009年12月 - パイオラックスリミテッド(英国）が、パイオラックス　マニュファクチャリングリミテッド(英国）を吸収合併。
- 2016年10月 - （株）ピーエスティーを（株）パイオラックスに吸収簡易合併。
- 2017年4月 - 環境マネジメントシステム規格「ISO14001:2015」認証。
- 2018年7月 - 国際自動車産業特別委員会規格「IATF16949：2016」認証
- 2019年1月 - 中国上海市に上海百奥来仕貿易有限公司を設立。
- 2022年4月 - 本社を横浜市西区花咲町に移転。

## 事業所
- 本社 - 神奈川県横浜市西区花咲町6丁目145番地
- 横浜テクニカルセンター - 横浜市保土ケ谷区神戸町134 横浜ビジネスパークイーストタワー７階
- 真岡工場 - 栃木県真岡市松山町14-2
- 富士工場 - 静岡県富士市南松野2264-1